# Stenocorus gorodinskii
Stenocorus gorodinskii là một loài bọ cánh cứng trong họ Cerambycidae.